# گاگیک نرسیسیان
گاگیک هراچی نرسیسیان (ارمنی: Գագիկ Հրաչի Ներսիսյան؛ زادهٔ ۵ فوریهٔ ۱۹۵۱) یک سیاستمدار اهل ارمنستان است که از تاریخ ۱۹۹۵ تا تاریخ ۱۹۹۹ سمت نمایندگی دوره اول مجلس ملی جمهوری ارمنستان را برعهده داشت.

## زندگی‌نامه
در ۵ فوریهٔ ۱۹۵۱ در نشاوان به دنیا آمد و از دانشگاه دولتی ایروان فارغ‌التحصیل شد. 